# Hans Poelzig

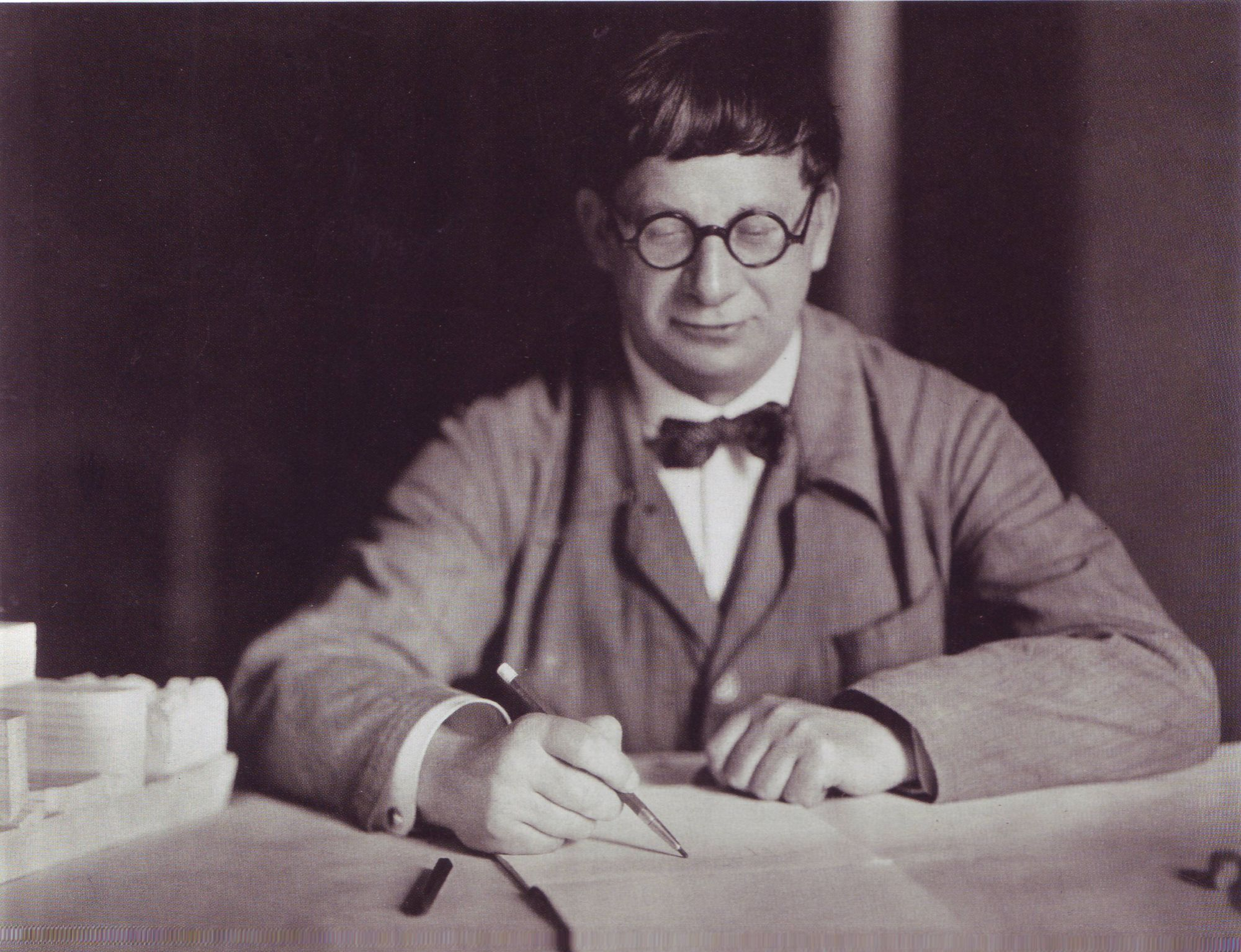
Hans Poelzig en 1927.

Hans Poelzig (Berlín, 30 de abril de 1869 - ídem, 14 de junio de 1936) fue un arquitecto, pintor y escenógrafo alemán, adscrito al expresionismo. Fue miembro de la asociación arquitectónica Deutscher Werkbund. En 1903 se convirtió en maestro y director de la Academia de Arte de Breslavia (Kunst-und Gewerbeschule Breslau). En 1916 fue nombrado arquitecto de la ciudad de Dresde. En los años 1920 militó en la Nueva Objetividad. De 1920 a 1935 fue profesor en la Universidad Técnica de Berlín (Technische Hochschule Berlin), y director del Departamento de Arquitectura de la Academia de las Artes de Prusia en Berlín. 
El 18 de noviembre de 2015, el Friedrichstadt-Palast de Berlín inauguró y celebró el monumento conmemorativo situado en la Friedrichstraße 107 en honor de sus fundadores Max Reinhardt, Hans Poelzig y Erik Charell.

## Obras
- 1908 Casa de viviendas, en la esquina de Menzelstraße y Wölflstraße en Wrocław (actualmente esquina Sztabowa/Pocztowa)
- 1908 Casa de viviendas, Hohenzollernstraße, Wrocław (no existente actualmente)
- 1911 Fábrica de ácido sulfúrico en Luboń (área de Poznan, Polonia)
- 1911 Mercado de Luboń
- 1911 Sala de Exposiciones y Torre en Poznań para una feria industrial
- 1912 Almacenes en Junkernstrasse, Wrocław (actualmente Ofiar Oświęcimskich, OLC 425P+53 Wroclaw)
- 1913 Sala de exposiciones, restaurante, y pérgola de exposición, Wrocław (actualmente parte del Patrimonio de la Humanidad de la UNESCO "Centennial Hall")
- 1919 Grosses Schauspielhaus, Berlín (demolido en 1988)
- 1920 Festival de Teatro de Salzburgo (proyecto, no construido)
- 1923 Edificio de oficinas, Hannover
- 1926-1927 Cine Deli, Wrocław (demolido)
- 1929-1931 Haus des Rundfunks (casa de la radio), Charlottenburg, Berlín
- 1928-1931 Edificio IG-Farben en Fráncfort del Meno, Alemania